# 阿列克谢·季坚科
阿列克谢·尼古拉耶维奇·季坚科（羅馬化：Aleksey Nikolayevich Didenko；1983年3月30日—），俄罗斯政治人物。2007年至2010年，他担任托木斯克州立法杜马代表。自2011年起，他担任俄罗斯联邦国家杜马代表。他是杜马宪法立法和国家建设委员会的成员。他是俄罗斯自由民主党的主要成员。